# Jean Magnon
Jean Magnon (Tournus, 10 ottobre 1620 – 17 aprile 1662) è stato un drammaturgo, avvocato e storico francese.

## Biografia
Dopo aver terminato gli studi al collegio gesuita della Trinità a Lione, Jean Magnon lavorò nella stessa città come avvocato, dopo di che si trasferì a Parigi.
A Parigi si inserì nella vita di corte e dopo aver stretto amicizia con Molière, si dedicò al teatro.
Le sue tragedie e tragicommedie, alcune delle quali ricevettero consensi di critica e di pubblico, si caratterizzarono più per il gusto e per l'ingegno artigianale che per le capacità poetiche.
Tra le sue opere principali, menzioniamo Artaxerxes (1644), Séjanus (1645), Josaphat (1645), La Grand Tamerlan et Bajazet (1648), Le mariage d'Oroondate et de Statira (1648), Jeanne de Naples (1656), Zénobie reine de Palmyre (1660), e infine la celebre Tite (1660), al centro di approfondimenti e dibattiti riguardanti una sua possibile influenza sulle opere di Jean Racine (Bérénice, 1670) e di Pierre Corneille (Tite et Bérénice, 1670).
Nel 1654 Jean Magnon ottenne la carica di storiografo del re.
Jean Magnon aveva progettato la stesura di una enciclopedia, intitolata Science Universelle, in dieci volumi di ventimila voci sulla quale affermò che «è così ben progettata e così ben spiegata che le biblioteche diventeranno come un ornamento inutile», ma fu pubblicato solo un volume postumo.
Jean Magnon si sposò nel 1656 a Parigi con Marie Anne Poulain, marchesa di Sertoville, poi marchesa di Digosville (1638-1711.
Jean Magnon morì dopo essere stato accoltellato nella notte tra il 17 e il 18 aprile 1662 sul Pont Neuf di fronte alla grande pompa ad acqua detta la Samaritaine.
La sua vedova Marie Anne Poulain e il suo amante e futuro marito, il marchese di Sertoville furono indagati, sospettati di essere i colpevoli, incarcerati nel mese di gennaio 1665, ma poi rilasciati per mancanza di prove.
La loro unica figlia, Rene Magnon, si trasferì in Danimarca, dove fondò il primo teatro privato di quel Paese.
Jean Magnon scrisse qualche anno prima della sua morte:
La corne, la plus noble, incommode le front;

Si quelqu'un la fait d'or, elle en est plus pesante

Ou plus dure à souffrir, si quelque roi la plante;

Mais que n'est-elle pas, quand les dieux favoris

En veulent accabler la tête des maris.»
Il corno, il più nobile, disturba la fronte;

Se qualcuno lo fa con l'oro, è più pesante

O più difficile da soffrire, se un re lo pianta;

Ma cosa non è, quando gli dei preferiti

Vogliono sommergere le teste dei mariti.»
(Jean Magnon)

## Opere principali
- Artaxerxes, 1644;
- Séjanus, 1645;
- Josaphat, 1645;
- La Grand Tamerlan et Bajazet, 1648;
- Le mariage d'Oroondate et de Statira, 1648;
- Jeanne de Naples, 1656;
- Zénobie reine de Palmyre, 1660;
- Tite, 1660.